# Modibo Keïta
Modibo Keïta foi um político do Mali, nascido em 4 de junho de 1915 em Bamako (Mali); sendo o primeiro Presidente da República do Mali entre 1960 e 1968 e Primeiro-Ministro da Federação do Mali. Ele defendia uma forma de socialismo africano.
Modibo Keïta foi um pan-africanista e terceiro-mundista convicto, compartilhando essa crença com os nacionalistas de sua época, como Muammar Gaddafi da Líbia, Gamal Abdel Nasser do Egito, Kwame Nkrumah do Gana, Ahmed Ben Bella da Argélia, dentre outros.
Faleceu em um campo de detenção em Bamako em 16 de maio de 1977, onde seus sequestradores lhe trouxeram comida envenenada.